# جوديث سكوت (ممثلة بريطاني)
جوديث سكوت (بالإنجليزية: Judith Scott)‏ هي ممثلة بريطانية، ولدت في 1957 في المملكة المتحدة.

## وصلات خارجية
- جوديث سكوت على موقع IMDb (الإنجليزية)
- جوديث سكوت على موقع قاعدة بيانات الفيلم (الإنجليزية)